# Пісковик строкатий
Пісковик строкатий (рос. песчаник пёстрый, англ. bunter sandstone, нім. Buntsandstein m) – нижній відділ тріасової системи Центральної Європи. Представлений 
головним чином строкатими континентально-лагунними породами (Alberti, 1834).